# Zamek w Janowie (Dołyna)
Zamek w Janowie – zamek w Janowie.

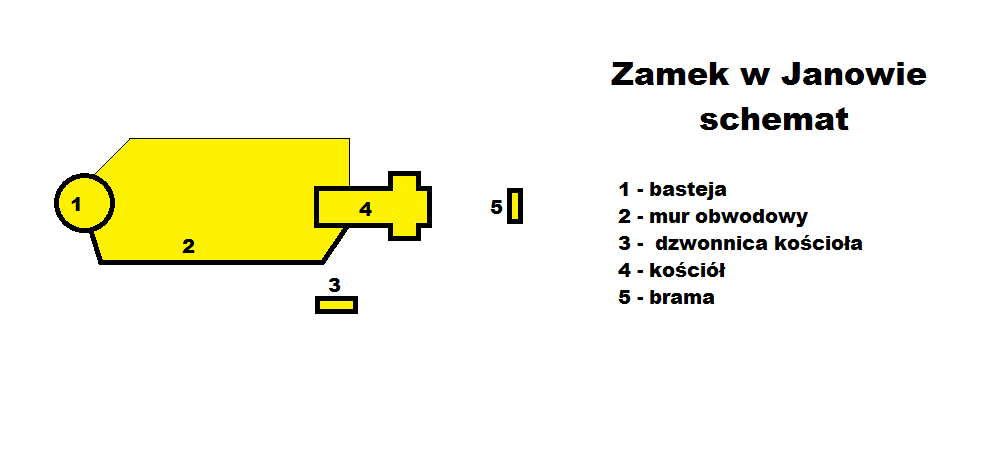
Schemat zamku w Janowie

Warownia zbudowana w XVII w. na spadzistym wzgórzu przez Jana Golskiego, wojewodę podolskiego i kasztelana halickiego, brata  Stanisława Golskiego, wojewody ruskiego.

## Historia
W 1675 r. zamek zdobyli i zniszczyli Turcy. W późniejszym czasie nie został już odbudowany. Następnie warownia znajdowała się w posiadaniu rodziny Boguszów, która zbudowała u podnóża zamku fabrykę saletry.

## Architektura
Obronny zamek zbudowany został na planie prostokąta, od północnej strony półwyspu, jedynej która prowadziła do miejscowości. Była to kamienna budowla mająca: budynek mieszkalny, kaplicę oraz okrągłe i kwadratowe baszty, otoczona murem, które uszkodzone w późniejszym czasie w kilku miejscach, chroniły również kościół. Zamek w rogach umocniony był basztami, z których najlepiej zachowały się dwie: czworoboczna i cylindryczna od strony północnej, przerobiona na piwnicę proboszcza. Jej zachowane szczątki grubością murów świadczą o dawnej warowności zamku. Kościół stojący wśród ruin to prawdopodobnie przebudowana zamkowa kaplica.